# Gutenberg an der Raabklamm
Gutenberg an der Raabklamm ist eine ehemalige Gemeinde mit 1271 Einwohnern (Stand: 1. Jänner 2023) in der Steiermark.
Seit 2015 ist sie im Rahmen der steiermärkischen Gemeindestrukturreform mit der Gemeinde Stenzengreith zusammengeschlossen. Die daraus entstandene neue Gemeinde trägt den Namen Gutenberg (bis Mai 2023 Gutenberg-Stenzengreith).

## Geografie und Geologie

### Lage
Gutenberg an der Raabklamm liegt im Bezirk Weiz im österreichischen Bundesland Steiermark. Die Gemeinde entstand 1952 durch Zusammenlegung der Katastralgemeinden Garrach und Kleinsemmering.

### Ehemalige Gemeindegliederung
Das ehemalige Gemeindegebiet umfasste folgende zwei Katastralgemeinden und gleichnamigen Ortschaften (Einwohnerzahl Stand 1. Jänner 2025):
- Garrach (482)
- Kleinsemmering (800)

### Geologie
Das Gebiet von Gutenberg ist zwei tektonischen Deckenstellungen angehörig. Zum einen dem Oberostalpinen Deckenstockwerk im Norden und zum anderen der Mittelostalpinen Decke im Süden. Der nördliche Teil oberhalb der Deckengrenze ist dem Grazer Paläozoikum zuzuordnen und besteht aus dem Schöcklkalk, der im Devon gebildet wurde. Der mittlere und zugleich größte Bereich von Gutenberg direkt unter der Deckengrenze ist dem polymetamorphen Grundgebirge zugehörig. Dort kommt neben phyllitischem Glimmerschiefer in geringerem Ausmaß auch Plagioklasgneis, die aus der Zeit Perm – Trias stammen, vor. Auffallend ist ein kleiner Bereich im Süden Gutenbergs, der aus im Perm entstandenem Pegmatit besteht.
Der Süden der Ortschaft ist durch die Gleisdorfer Schichten aus dem Sarmat und den Congerienschichten, die im Pannon gebildet wurden, geprägt. Durch den tonigen Aufbau dieser jungtertiären Beckenfüllung, der einzelne Kohleflöze einschließt, spricht man von der „Unteren kohleführenden Serie von Weiz“ (Gleisdorfer Schichten) und der „Oberen kohleführenden Serie von Weiz“ (Congerienschichten). Einen kleinen Bereich im südlichsten Teil Gutenbergs nimmt ein Talboden mit jüngsten Flussablagerungen ein, der dem Holozän zugehörig ist. Die Raabklamm liegt bis hin zur Staumauer in der Zone des Schöcklkalks und tritt dann in einen geologisch kristallinen Bereich ein, der anfangs aus phyllitischem Glimmerschiefer, schließlich aber aus Plagioklasgneis besteht.

Geologie des ehemaligen Gemeindegebietes

### Formenwelt
Die Zuordnung der Großlandschaftstypen entspricht in groben Zügen der geologischen Einteilung. Im Norden Gutenbergs, etwa bis auf Höhe des Dorfes Garrach, spricht man von Bergland. Der mittlere Teil ist dem Hügel- bzw. Riedelland angehörig, welches Richtung Südwesten im Bereich des Kleinsemmeringbaches in eine Talebene übergeht.
Die Reliefenergie beträgt 690 m und ergibt sich aus der Differenz von der Sulzenwiese (1125 m) und der Stoffenmühle (435 m). Dieser Wert ist bei einer maximalen Ausdehnung des Gebietes von etwa 7,2 km, die sich von Nordwest nach Südost erstreckt, sehr beachtlich.
Als besondere Erscheinung gilt der Taleinschnitt der Raab (Raabklamm) im Osten der ehemaligen Gemeinde. Eine zweite Besonderheit ist die Lage des Schlosses Gutenberg, das auf einem schmalen, nach drei Seiten steil abfallenden Felsrücken etwa 100 Höhenmeter über der Raab liegt. Darüber hinaus ist noch die durch starke Verkarstung hervorgerufene Dolinen- und Karrenbildung im Bereich der Burgstallerhöhe und südlich des Schachnerkogels zu erwähnen. Bemerkenswert ist auch die Anwesenheit zahlreicher kleinerer und einiger größerer Höhlen am Schachnerkogel.

### Klima
Vergleichbare Klimaelemente für Gutenberg aus dem Raum Weiz (Beobachtungszeitraum von 1961 bis 1990):
Niederschlag
mittlere Jahressumme 829 mm
Temperatur
Jännermittel −2,1 °C
Julimittel 18,5 °C
Jahresmittel 8,7 °C

### Gewässer

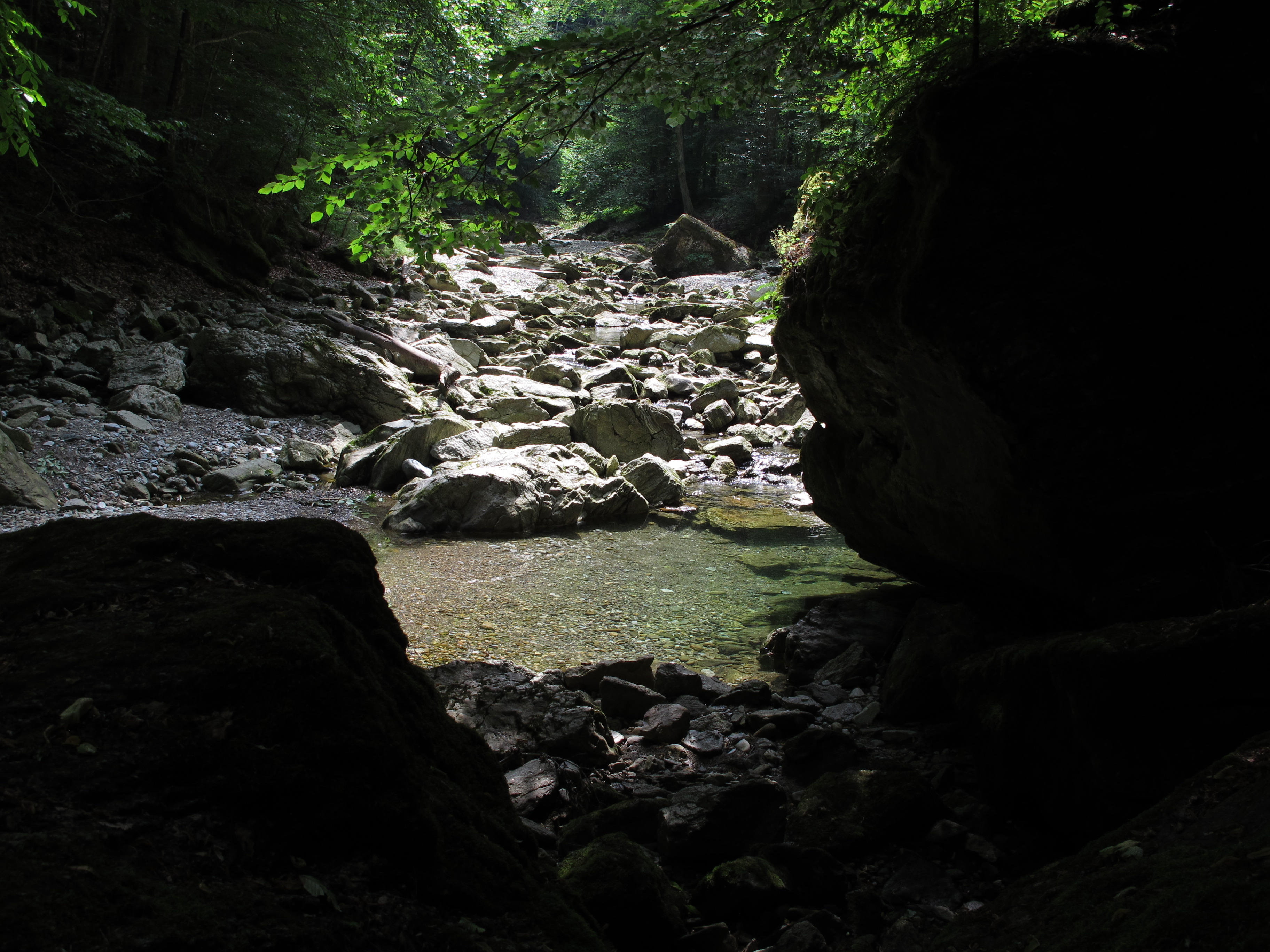
Die Raabklamm bei Gutenberg

Die ausgeprägtesten Gewässer in Gutenberg sind zum einen die Raab, die über eine Länge von circa 8,5 km die Grenze zu den Nachbarorten im Osten bildet, und zum anderen der insgesamt fast 10 km lange Kleinsemmeringbach im Westen, der die Grenze der ehemaligen Gemeinde und des Bezirks bildet. Die biologische Gewässergüte der Raab wird in diesem Bereich als „gering belastet“ eingestuft, dies entspricht der Güteklasse I – II.
Weniger bedeutsame Fließgewässer sind der Schwarzgrabenbach (circa 2 km), der Waschbach (circa 1,2 km), der Rosenbach (circa 3,5 km) und der Hartschmiedbach (circa 2,3 km). All diese Bäche münden in die Raab.
Als stehende Gewässer sind noch die Stockwiesenteiche bei Auen zu erwähnen, die mit einer Gesamtwasserfläche von etwa einem Hektar dem Fischereibetrieb dienen.
Insgesamt beträgt der Gewässeranteil 9,81 ha, das sind 0,7 % der Fläche der ehemaligen Gemeinde.

### Böden
Die Abgrenzung der verschiedenen Bodentypen ähnelt der großlandschaftlichen Gliederung. Im Norden (Garrach) ist das Vorkommen von Braunerde und Silikatgestein dominierend. Außerdem, jedoch nicht so ausgeprägt vorhanden, findet man in diesem Bereich auch Reliktpseudogley vor. Diese Bodentypen gewährleisten einen starken Waldwuchs in Garrach. Anders ist dies im Süden (Kleinsemmering), wo der Boden einem veredelten Niedermoor entspricht.

### Vegetation und Nutzung
Besonders auffällig ist der beachtliche Waldanteil von etwa 855 ha (etwa 59 %), wovon sich 755 ha in Garrach befinden. Die natürliche Vegetation, im Norden die montanen Buchen–Tannenwälder der Randalpen und im Süden submontane Eichen–Buchenwälder, entsprechen zum Großteil der aktuell vorherrschenden Vegetation. Bei den Nadelhölzern kommen hier neben Tanne, Föhre und Lärche jedoch hauptsächlich die Fichte vor. Der Laubwald ist vorwiegend durch die Buche geprägt, aber auch Eiche, Ahorn, Linde und Erle sind Bestandteile der aktuellen Vegetation.
Fast 498 ha, das sind 34,3 % der Gesamtfläche, sind als landwirtschaftliche Nutzfläche gewidmet, wobei 112 ha davon als Ackerland dienen. Dieses Ackerland wird etwa zu 50 % zum Anbau von Körnermais genutzt, die restliche Fläche wird etwa zu gleichen Teilen mit Weizen, Roggen und Gerste bewirtschaftet.
Weitere 32 ha (2,2 %) sind Verkehrsflächen, rund 14 ha (1,0 %) sind als Baufläche und 42,5 ha (2,9 %) als Gartenfläche genutzt.

## Kultur und Sehenswürdigkeiten
- Schloss Gutenberg mit Kapelle Hl. Pankraz auf vorspringendem Felsen zur Raabklamm
- Pfarrkirche Hl. Dreifaltigkeit
- Maria Loreto ober Gutenberg mit vier Initienkapellen und Friedhof im Ortsteil Kapellenfeld

## Politik
Letzter Bürgermeister war bis Ende 2014 Thomas Wild (ÖVP). Der mit 31. Dezember 2014 aufgelöste Gemeinderat setzte sich nach der Gemeinderatswahl 2010 wie folgt zusammen:
- 9 ÖVP
- 6 SPÖ

### Wappen
Die Verleihung des Gemeindewappens erfolgte mit Wirkung vom 1. August 1984. Die Blasonierung (Wappenbeschreibung) lautete:
„In Hermelin eine schwarze Wurfbarte.“
Mit der Auflösung der Gemeinde ist auch das Recht zur Führung des Wappens aufgehoben. Das Wappen wurde unverändert von der aus der Fusion hervorgegangenen Gemeinde Gutenberg-Stenzengreith übernommen.

## Persönlichkeiten

### Ehrenbürger
- 1984 Josef Krainer (1930–2016), Landeshauptmann

### Söhne und Töchter von Gutenberg
- Frank Stronach (* 1932 in Kleinsemmering als Franz Strohsack), austro-kanadischer Industrieller und Milliardär